# (541031) 2018 AR5
(541031) 2018 AR5 es un asteroide perteneciente al cinturón de asteroides descubierto el 21 de diciembre de 2000 por el equipo del Spacewatch desde el Observatorio Nacional de Kitt Peak, Arizona, Estados Unidos.

## Designación y nombre
Designado provisionalmente como 2018 AR5.

## Características orbitales
2018 AR5 está situado a una distancia media del Sol de 2,583 ua, pudiendo alejarse hasta 2,732 ua y acercarse hasta 2,433 ua. Su excentricidad es 0,057 y la inclinación orbital 12,94 grados. Emplea 1516,32 días en completar una órbita alrededor del Sol.

## Características físicas
La magnitud absoluta de 2018 AR5 es 16,2. 